# Clorofluorocarboni
|  | «CFC» redirigeix aquí. Vegeu-ne altres significats a «CFC (desambiguació)». |

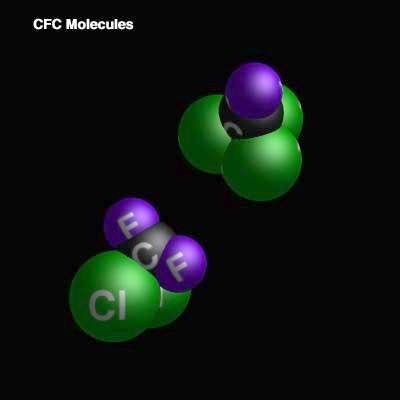
Molècules de CFC obtingudes per la substitució d'àtoms d'hidrogen per àtoms de fluor i/o clor

Els clorofluorocarbonis o clorofluorocarburs (també anomenats CFC) són compostos orgànics derivats dels hidrocarburs saturats obtinguts principalment mitjançant la substitució d'àtoms d'hidrogen per àtoms de fluor o clor.
El 1926, Thomas Midgley, Jr i Charles Franklin Kettering van formular una combinació de gasos que van denominar "Freons". Aquests compostos gasosos corresponen al nom comercial del grup que es coneix genèricament com clorofluorocarbonis.
Un fluoroclorocarboni és un compost format principalment per carboni, que conté fluor i clor formant estructures estables. Van ser descoberts el 1920 i són, en gran part, els responsables de la reducció de la capa d'ozó. Aquests compostos es formen per halogenació de metà i són els productes de residus industrials.
Durant dècades, l'ús dels clorofluorocarbonis va ser molt eficaç i ideal per molts propòsits. No són tòxics, ni corrosius, ni inflamables i a poc reactius. A conseqüència d'aquestes propietats tan idònies, han estat els compostos químics per excel·lència en sistemes de refrigeració, d'aire condicionat, com a dissolvents i precursors en aerosols i extintors.
Finalment, una de les grans propietats del clorofluorocarbonis és la seva excel·lència com a aïllant tèrmic.
Els exemples més importants de clorofluorocarbonis són:
| Nom comercial | Fórmula química | Producció (Tm) |
| ------------- | --------------- | -------------- |
| CFC-11        | CFCl3           | 39.303         |
| CFC-12        | CF2Cl2          | 1.453          |
| CFC-113       | CF2ClCFCl2      | 59.470         |
| CFC-114       | CF2ClCF2Cl      | 115            |
| CFC-115       | CF3CF2Cl        | 700            |

## Nomenclatura
El sistema de nomenclatura dels clorofluorocarbonis va ser desenvolupat per T.Midgley,Jr i A.L.Henne el 1929 i perfeccionat per J.D.Park. Inicialment, les molècules orgàniques que contenien clor i fluor es van anomenar CFC. Actualment, el grup es divideix en CFC,HCFC i HFC.
El sistema de nomenclatura consisteix en:
CFC-01234a :
| 0 | Nombre de dobles enllaços (s'omet si és zero) |
| - | --- |
| 1 | Àtoms de carboni -1 (s'omet si és zero) |
| 2 | Àtoms d'hidrogen +1 |
| 3 | Àtoms de fluor |
| 4 | Àtoms de clor substituïts per brom |
| a | s'afegeix per identificar isòmers, l'isòmer "normal" en qualsevol nombre té la diferència de massa més petita en cada carboni i, a, b o c s'afegeix quan les masses divergeixen de lo normal. |

Si el compost és cíclic, aleshores el número precedit per C. Hi ha altres refrigerants, alguns dels quals són hidrocarburs, mescles d'hidrocarburs o mescles de CFC. Tots els detalls del sistema de nomenclatura s'especifiquen en la norma ANSI/ASHRAE 34-1992 amb suplements anuals addicionals. Els noms químics s'utilitzen amb freqüència en lloc del nom sistemàtic com per exemple el tricloroetilè i cloroform.

## Estructura, propietats i composició
Els clorofluorocarbonis (CFC) són hidrocarburs saturats que contenen àtoms de clor i fluor que substitueixen de forma parcial o total els àtoms d'hidrogen formant una estructura tetraèdrica.
Els clorofluorocarbonis són compostos orgànics volàtils, tot i que menys que els seus anàlegs hidrogenats, degut a la polaritat d'enllaç que produeix interaccions moleculars. Les seves temperatures d'ebullició es troben entre -50 °C i -120 °C.
Són substàncies inerts i molt estables que tenen un temps de residència molt gran, és a dir, que tendeixen a romandre en l'atmosfera durant anys fins que esdevé pols o s'allibera. Per exemple, pel més persistent s'ha estimat un temps de residència del voltant de 100 anys.
Per altra banda són substàncies menys inflamables que els alcans dels quals deriven, això es deu al fet que atrapen els radicals formats pels halurs que es troben en el medi.
Són compostos de baixa densitat, viscositat i de baixa solubilitat en aigua.
Una de les característiques més importants és la seva estabilitat tèrmica, és per això que s'utilitzen com a aïllants en espumes, ja que suporten una temperatura fins a 200 °C, tot i que si la piròlisi es produeix en un ambient humit, els clorofluorocarbonis es degraden amb més facilitat com a resultat de la reacció clorur i fluorur d'hidrogen, gasos que són irritants pels humans en petites quantitats. Tenen una baixa tensió superficial amb relació a la majoria de compostos orgànics.
Un factor a tenir en compte, és el canvi que es produeix en determinades propietats amb la substitució d'àtoms de clor per àtoms de fluor. Si introduïm àtoms de fluor en la molècula substituint àtoms de clor, aquest nou enllaç està més polaritzat que l'anterior. A més, l'àtom de fluor és més petit que l'àtom de clor i això provoca una disminució del valor d'algunes propietats com la temperatura d'ebullició, la densitat o la solubilitat en aigua.

## Reactivitat

### Transport en el medi
A causa de l'alta pressió de vapor dels clorofluorocarbonis, l'atmosfera n'és el principal mitjà de transport. Així, la majoria de les transformacions químiques dels CFCs es produeixen en aquest medi.
És important entendre el transport en el medi dels CFC per explorar la reactivitat d'aquests compostos.
La majoria dels CFC introduïts com a residus en els sistemes aquàtics volatilitzen a l'atmosfera. Un cop a la troposfera, eventualment difonen a l'estratosfera o són portats de tornada a la superfície a través de les precipitacions (Callahan et al., 1979).
En els casos d'absorció significativa als sòls, la volatilització d'aquests compostos serà més lenta que en els sistemes aquàtics, tot i que volatilització pot seguir sent el principal procés de transport en els sòls.

### Processos de degradació i transformació del medi ambient

#### Oxidació
No es disposa d'informació relativa a l'oxidació dels CFC en el medi ambient aquàtic en condicions ambientals. Pel que fa a l'oxidació atmosfèrica el CFC-11 o CFC-12, dos dels CFC més comuns, són coneguts per ser relativament estables respecte als atacs dels radicals hidroxil presents a la troposfera (Lillian et al, 1975.; L'EPA dels EUA, 1975; Cox et al, 1976;. Hanst, 1978).

#### Hidròlisi
Els clorofluorocarbonis exhibeixen una velocitat d'hidròlisi baixa en comparació amb altres compostos halogenats, i les velocitats d'hidròlisi es veuen molt afectades per la temperatura, la pressió, i la presència de materials catalítics com ara els metalls. En el cas de la hidròlisi del CFC-12 i, possiblement, el mateix es produiria en altres CFC, s'observa una velocitat d'hidròlisi insignificant en comparació amb la taxa de volatilització i la posterior foto-dissociació.

#### Fotòlisi
L'ozó atmosfèric impedeix que pràcticament tota la llum de longituds d'ona inferiors a 290 nm arribi a la superfície de la terra.
Atès que la longitud d'ona de la llum solar a altituds per sota dels 50 km és més gran de 280 nm, i que aquest valor està per sobre de la longitud d'ona absorbida pels clorofluorocarbonis, no hi ha cap mecanisme per a la foto alteració directa d'aquests productes químics en l'atmosfera inferior.
Els CFC no foto-dissocien a la troposfera, ja que no absorbeixen la radiació en longituds d'ona superior a 200 nm (Hanst, 1978). Amb el temps difonen a l'estratosfera on descomponen per acció de la radiació ultraviolada, més energètica (longitud d'ona més curta).
La reacció més important dels CFC és l'escissió foto-induïda d'un enllaç C-Cl. El radical clor, escrit sovint Cl•, es comporta de manera molt diferent de la molècula de clor (Cl₂). Aquest radical té una vida a l'atmosfera superior bastant llarga, on catalitza la conversió d'ozó en O₂.
La dissociació fotoquímica dels CFC per la intensa radiació ultraviolada produeix radicals de clor tal que:
CF₂Cl₂ + hν → Cl• + CClF₂
A continuació, el radical lliure clor format pot reaccionar amb molècules com l'ozó donant com a productes O₂ (oxigen gasós) i ClO• (monòxid de clor):
Cl + O₃ → O₂ + ClO•
El monòxid de clor pot reaccionar amb una altra molècula d'O₃ formant dos molècules d'O₂ i alliberant radical lliure de clor (Cl∙) preparat per a repetir el cicle de reacció:
ClO• + O₃ → 2O₂ + Cl•
El cicle continua fins que el clor s'uneix a una substància diferent de l'O₃ formant una substància resistent a la fotòlisi o una substància més densa.

## Aplicacions
Els clorofluorocarbonis són útils per moltes aplicacions. A més del seu ús com a refrigerants domèstics i aires acondicionats, han estat utilitzats com a precursors en aerosols, en la producció d'escumes i, posteriorment, com a productes de neteja en la indústria informàtica.

## Contaminació Ambiental
Els principals problemes mediambientals causats per la presència del components clorofluorocarbonis (CFC) en l'atmosfera són la destrucció de la capa d'ozó i l'efecte hivernacle i per conseqüència l'escalfament global.

### Destrucció de la capa d'ozó
Les primeres especulacions sobre la possibilitat de la reducció de l'ozó estratosfèric va aparèixer per primera vegada a principis de la dècada del 1970 i es va centrar sobre les conseqüències de les grans quantitats d'òxid de nitrogen que s'injectaven en l'atmosfera superior procedents de les aeronaus supersòniques que volaven a gran alçada. Aquestes preocupacions es van anar disminuint gradualment, perquè les quantitats d'òxids de nitrogen que podien intervenir no van ser suficients per causar una greu amenaça per a la capa d'ozó. No obstant això, va aparèixer la preocupació per la contaminació dels halògens de l'atmosfera superior a mitjans de la dècada de 1970 on els principals halògens de preocupació immediata foren el clor i el brom.
La principal font per la formació del clor són els Clorofluorocarbonis (CFC), d'origen antropogènic que s'alliberen d'esprais, certes escumes de plàstic, refrigeradors, i aparells d'aire condicionat.
Molts dels gasos emesos com a resultat d'activitats industrials es poden acumular en l'atmosfera i en última instància contribuir a alteracions en la distribució i concentració de l'ozó estratosfèric. Entre els més importants són els gasos traça que tenen llargs temps de residència i això permet acumulació a la troposfera i la migració a l'estratosfera on contribueixen a l'esgotament de l'ozó estratosfèric.
El major culpable en la disminució de la capa d'ozó són els clorofluorocarbonis, aquests compostos són volàtils, i encara que no siguin tòxics es mantenen durant anys en l'atmosfera, i entren en l'estratosfera on la intensa radiació ultra violeta provoca la dissociació fotoquímica dels CFC produint radicals de clor.
CF₂Cl₂ + hv → Cl∙+ CClF₂
Com a producte es forma un àtom de clor amb un electró lliure, anomenat radical, que és molt reactiu i amb una gran afinitat per l'ozó:
Cl· + O₃ → O₂ + ClO·
La reacció és catalítica, la teoria estima que només un àtom de clor pot destruir fins a 100.000 molècules d'ozó. El producte format de monòxid de clor pot tornar a reaccionar amb una altra molècula d'ozó formant dos molècules d'oxigen i deixar el radical clor lliure que tornarà a repetir el cicle de reacció:
ClO· + O₃ → 2O₂ + Cl·
El cicle continua fins que el radical clor s'uneix a una substància diferent que formi un compost resistent a la fotòlisi o un compost més dens. Aquest fenomen provoca la destrucció de la capa d'ozó, fet que provoca l'augmenta de l'entrada de raig UV –B a la superfície de la Terra causant problemes greus com càncer de pell, cataractes, disminució del fitoplàncton, etc.

#### Efecte hivernacle
L'efecte hivernacle és el procés pel qual l'atmosfera d'un planeta fa que s'escalfi, permetent l'entrada de radiació solar visible, però impedint o dificultant l'emissió de calor des del planeta per l'absorció de la radiació per certs gasos de l'atmosfera. Com a resultat es reté la calor i no s'allibera en l'espai. L'augment de la temperatura és causada per l'acumulació en l'atmosfera de gasos tal com el diòxid de carboni, metà, òxid de nitrogen.
D'altra banda, i tot i no representar una transformació química, cal esmentar que els CFC també tenen la propietat d'absorbir la radiació infraroja, o la calor de la superfície de la terra. Per tant, com el diòxid de carboni (CO₂), els CFC també contribueixen a l'augment de l'efecte hivernacle i, en conseqüència, de l'escalfament global.
De fet, els CFC són els gasos més responsables de l'escalfament global, ja que una molècula de CFC és equivalent a 10.000 molècules de CO₂ i, per tant, representen el 20% de l'efecte hivernacle. Encara que el seu ús ha disminuït des dels anys 70, la seva concentració està augmentant, ja que no existeix cap mecanisme natural que absorbeixi aquests compostos de l'atmosfera.

## Contaminació en humans
S'han realitzat diversos estudis sobre l'exposició a CFC a diverses concentracions i temps. L'exposició a CFC-11 i CFC-12 en altes concentracions pot fer experimentar formigueig, brunzit a les orelles, l'aprensió, trastorns de la parla i disminució del rendiment en les proves psicològiques. També pot causar un important grau d'arítmia cardíaca, seguit d'una disminució en la consciència amb amnèsia després de 10 min.
Segons un estudi on 10 subjectes van ser exposats a CFC-11, CFC-12, CFC-114, dues mescles de CFC-11 i CFC-12, i una barreja de CFC-12 i CFC-114 (concentracions entre 16 i 150 g/m3) durant 15, 45 o 60 segons, es va observar una reducció aguda significativa de la capacitat pulmonar ventilatòria (FEF50, FEF25), bradicàrdia, augment de la variabilitat de la freqüència cardíaca i bloqueig auriculoventricular.
Hi ha alguns casos concrets com la reducció aguda significativa en la capacitat pulmonar ventilatòria en perruquers que utilitzaven clorofluorocarbonis que contenien laques per al cabell, casos d'efectes neurològics atribuïts a l'exposició ocupacional als clorofluorocarbonis i un cas de neuropatia en un treballador de bugaderia, exposat al tetracloroetilè i nivells indeterminats de CFC-113 durant 6 anys.

### Efectes en la salut associats amb l'esgotament de l'ozó estratosfèric
És evident que les concentracions atmosfèriques dels CFC esgoten la capa d'ozó a l'estratosfera. Una reducció en la concentració d'ozó es tradueix augment de la transmissió de la radiació ultraviolada solar a través de l'estratosfera. S'han identificat molts efectes adversos significatius d'aquest augment de l'exposició a aquesta radiació:

#### Els efectes del càncer de pell
Un dels efectes sobre la salut humana més ben definit que resulten de la disminució de l'ozó estratosfèric és un augment en la freqüència de càncer de pell degut a petits augments de la radiació UV-B (280-320 nm) que arriben a la superfície de la terra.
L'evidència més definitiva és l'enllaç directe entre la incidència de les cèl·lules carcinògenes i la radiació UV-B. Aquests carcinomes són més freqüents a la pell exposada al sol de persones de raça blanca i el seu augment és proporcional amb l'edat. L'augment dels càncers de la pell durant les últimes dècades als EUA és, probablement, en part a causa de l'augment de l'exposició a fonts naturals i artificials de radiació UV-B i en part a una major longevitat que permet l'aparició d'aquests tipus de càncer després de latències llargues (diverses dècades). Malgrat aquesta llarga latència fa que sigui poc probable que els augments en les taxes de càncer de pell observats es deuen a les petites disminucions en l'ozó estratosfèric, hi ha una àmplia evidència en les prediccions de nous augments de les taxes de càncer de pell si l'esgotament de l'ozó estratosfèric continua.

#### Efectes immunotòxics
Un altre efecte potencial de l'esgotament de l'ozó estratosfèric és la supressió de la funció immune. La radiació UV-B sembla modificar la funció immune en els ratolins irradiats de diferents maneres a nivell local en el punt d'irradiació sistemàtica de la pell. Aquests efectes inclouen el deteriorament de les cèl·lules de Langerhans i de les cèl·lules de càncer endògenes anormals. Després de l'exposició a la radiació UV-B, cèl·lules de Langerhans ja no presenten antígens als limfòcits T ajudants. En conseqüència, quan els al·lèrgens de contacte s'apliquen a la pell UV-B-exposada, no es produeix l'al·lèrgia. En canvi, els limfòcits supressors s'activen, el que impedeix qualsevol resposta immune posterior al mateix antigen. D'aquesta manera pot contribuir al creixement del cancer i es pot estendre a altres parts del cos. A més, s'han disminuït les respostes immunes intervingudes per limfòcits a substàncies estranyes injectats sota la pell (és a dir, reaccions d'hipersensibilitat retardada).

#### Efectes oculars
Una altra conseqüència de la disminució d'ozó estratosfèric són els efectes oculars adversos resultants de l'exposició a la radiació UV-B. Un dels efectes, "neu-ceguesa", sol ser transitori, dura només uns pocs dies. Molt més preocupant és la l'augment de la formació de cataractes, on se suggereix que podria augmentar un 0,25-0,6% amb l'esgotament de l'ozó estratosfèric (més o menys al voltant de 24 000 a 57 000 més casos als EUA per any en els nivells actuals de població) 

#### Efectes sobre la síntesi de la vitamina D
L'exposició de la pell a la radiació UV-B causa la formació de la vitamina D3. Alguns segments de població pateixen deficiència de vitamina D com per exemple els nens de pell fosca en les ciutats del nord, els nens de famílies amb estrictes dietes macrobiòtiques, les persones grans que viuen principalment en interiors, i especialment els infants. Aquests grups de persones poden obtenir algun benefici de l'augment de la radiació UV-B ocasionat per l'esgotament de l'ozó estratosfèric.

## Legislació
Des de finals de 1970, l'ús dels CFC ha estat fortament regulat causa dels seus efectes destructius sobre la capa d'ozó. Després del desenvolupament del seu detector de captura d'electrons, James Lovelock va ser el primer a detectar la presència generalitzada dels CFC en l'aire. En una investigació autofinançada que acabà el 1973, Lovelock va arribar a mesurar el CFC-11, tant a l'Àrtida com a l'Antàrtida. Va estudiar la presència d'aquest gas a 50 mostres d'aire recollides, i va concloure que els CFC's no eren perillosos per al medi ambient. L'experiment va proporcionar les primeres dades útils sobre la presència d'aquestes substàncies a l'atmosfera.

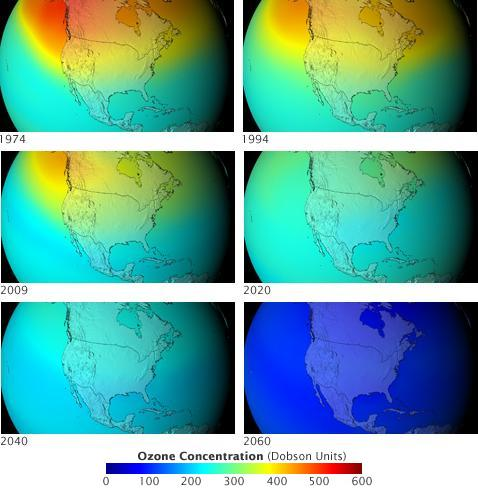
Projecció de la NASA de la capa d'ozó estratosfèrica, en unitats Dobson, si no es reduís la concentració de CFCs.

El dany causat pels CFC van ser descoberts per Sherry Rowland i Mario Molina, que després d'escoltar una conferència sobre el tema del treball de Lovelock, es van embarcar en una investigació que fou la primera publicació que suggeria la problemàtica dels CFCs. Van concloure que la baixa reactivitat d'aquestes espècies és clau per als seus efectes més destructius, ja que els dona una vida útil que pot superar els 100 anys, donant-los temps per difondre a l'estratosfera superior. Un cop a l'estratosfera, la radiació ultraviolada del sol és prou fort com per causar la ruptura homolítica de l'enllaç C-Cl.

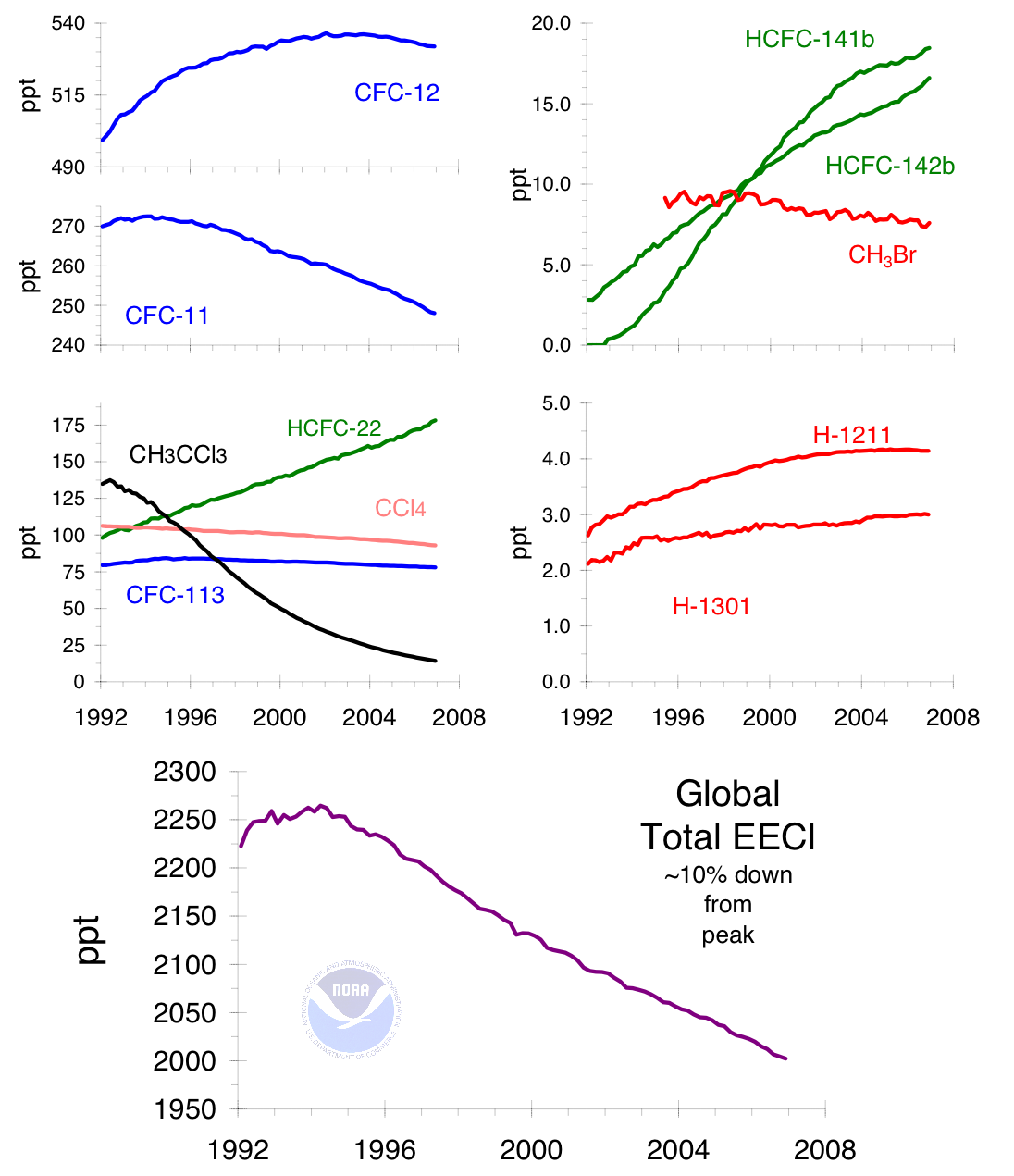
Tendències dels gasos que esgoten l'ozó

Al març de 1985, es va realitzar el primer gran acord internacional. Representants de 21 països es van reunir a Àustria i van signar el Conveni de Viena per a la Protecció de la Capa d'Ozó. Aquest acord estipula una sèrie de principis relacionats amb la bona voluntat de la comunitat internacional per promoure la protecció de la capa d'ozó. Les obligacions que van prescriure els governs eren molt genèriques i es comprometien a adoptar mesures legislatives i administratives, i cooperar en l'harmonització de polítiques apropiades per controlar, limitar, reduir o prevenir les activitats humanes amb efectes adversos sobre la capa d'ozó.
Dos anys més tard, al 16 setembre de 1987, va tenir lloc a la ciutat de Montreal la signatura d'un protocol més ampli del que es va discutir en la Convenció de Viena. Aquest acord es va signar en el seu moment per 24 països - Alemanya, Bèlgica, Canadà, Dinamarca, Egipte, Estats Units, França, Finlàndia, Ghana, Holanda, Itàlia, Japó, Mèxic, Nova Zelanda, Noruega, Panamà, Portugal, Kenya, Regne Unit, Senegal, Suècia, Suïssa, Togo i Veneçuela - i a la Comunitat Europea, per entrar en vigor l'1 de gener del 1989. Avui compta amb 168 països membres.
Van fer una llista d'algunes de les substàncies que destrueixen la capa d'ozó, amb el seu potencial d'esgotament de l'ozó (PAO), que figura en l'Annex A del Protocol. Aquestes substàncies es divideixen en dos grups (Grups I i II), depenent de les seves aplicacions.
El 1990, diplomàtics es van reunir a Londres i van votar a favor d'enfortir significativament el Protocol de Montreal per tal d'arribar a una eliminació completa dels CFC per a l'any 2000. I per tant, van acordar que l'any 2010 els CFC haurien d'haver estat completament eliminats dels països desenvolupats. Per acabar, el 21 de setembre de 2007, prop de 200 països van acordar accelerar l'eliminació dels CFCs per complet en 2020 a la cimera de Montreal patrocinat per les Nacions Unides. Els països en desenvolupament es va donar fins a l'any 2030. Molts països, com els Estats Units i la Xina, que s'hi havia resistit prèviament, van estar d'acord amb l'eliminació accelerada proposada.